# Georg Hartmann (Mathematiker)

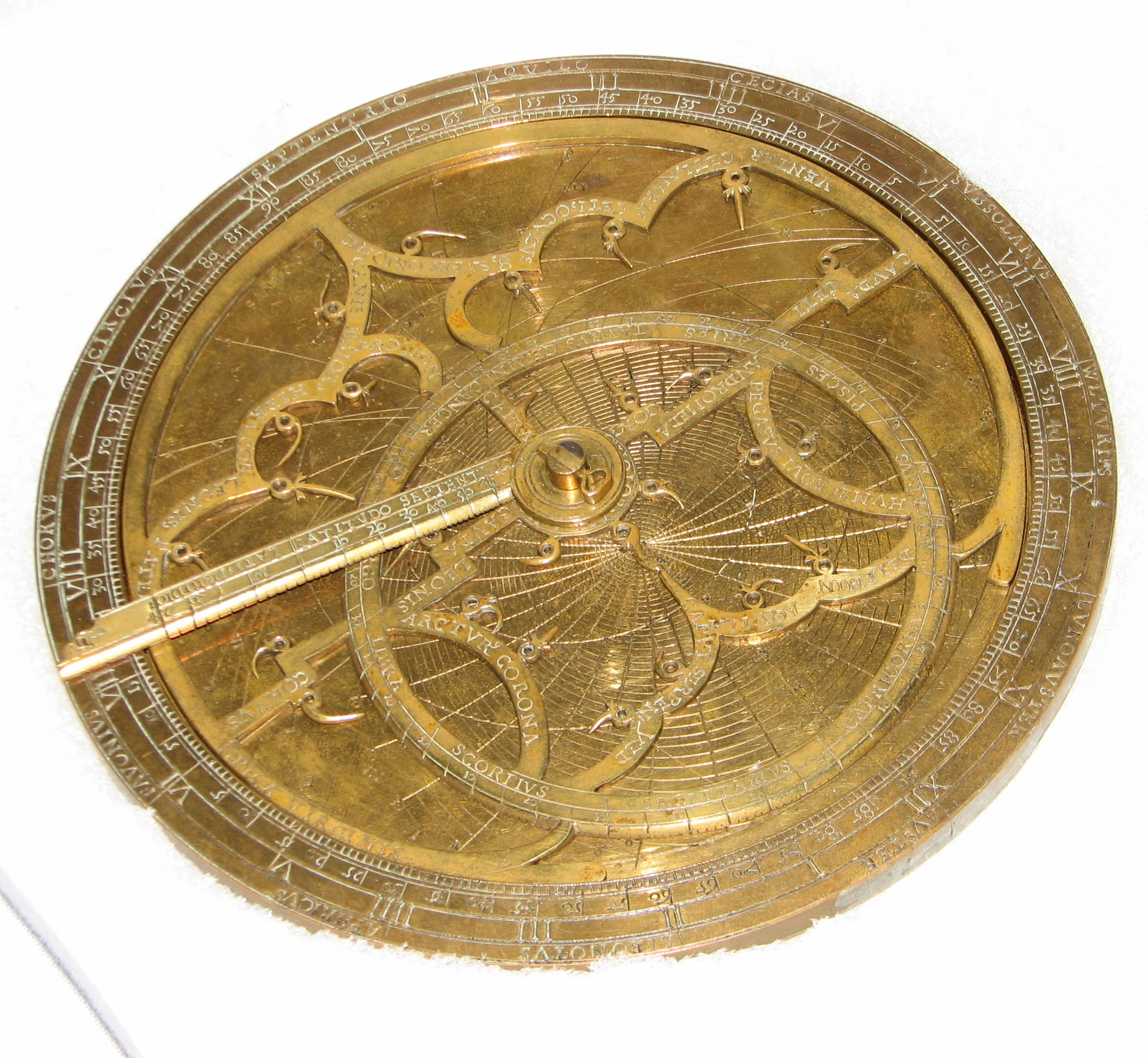
Astrolabium von Georg Hartmann

Georg Hartmann (* 9. Februar 1489 in Eggolsheim bei Forchheim; † 8. April 1564 in Nürnberg) war ein deutscher Mathematiker und Instrumentenhersteller, der vor allem als Pionier der Nürnberger Sonnenuhrmacher bekannt wurde.

## Leben
Hartmann studierte ab 1506 in Köln Theologie und auch Mathematik, setzte sein Studium in Italien fort, wo er wahrscheinlich von 1510 bis 1518 war, und wurde dann Priester. Er ging 1518 als Vikar an die Sebaldus-Kirche in Nürnberg. 1522 erhielt er die Pfründe von St. Walburga in Nürnberg. Es ist nicht genau bekannt, ob er auch nach 1525 noch als Priester wirkte, da er erfolgreich als Instrumentenbauer war. Er starb im April 1564 in Nürnberg und wurde auf dem Johannisfriedhof nahe dem Grab von Albrecht Dürer beerdigt, wo sich sein Epitaph bis heute erhalten hat. Es gibt einen Porträtstich von ihm.
Bekannt war er in Nürnberg als Instrumentenbauer und er war ein angesehener Mathematiker, der mit vielen Gelehrten in Briefwechsel stand. Zu den von ihm verfertigten Instrumenten gehörten Quadranten, Kompasse, Sonnenuhren (unter anderem entwarf er die Sonnenuhr am Ziffernblatt der Sebalduskirche), Erd- und Himmelsgloben, Astrolabien, Geschützaufsätze und Kaliberstäbe. Kaliberstäbe wurden von ihm erfunden und dienen dazu, das Gewicht von Kanonenkugeln abzuschätzen. Hartmann hatte in seinem Haus eine eigene Druckerei. Er ließ auch Vorlagen für Sonnenuhren drucken, die dann auf Holz aufgeklebt werden konnten. Eine ganze Reihe seiner Instrumente sind erhalten. Wahrscheinlich stellte er auch Brillen (mehrere mit seinem Namenszug sind bekannt) und medizinisch-astrologische Scheiben her (Directorium genannt), worüber er auch eine Abhandlung schrieb. Solche Scheiben sind in Nürnberg (Germanisches Nationalmuseum) und in den Bibliotheken in München und Wolfenbüttel erhalten. Seine Instrumente befinden sich neben dem Germanischen Nationalmuseum unter anderem im British Museum, Museum of the History of Science in Oxford, im Museum Boerhaave Leiden, Adlerplanetarium in Chicago und im Museum für Wissenschaftsgeschichte in Florenz. Ein Sonnenuhr-Kruzifix im Germanischen Nationalmuseum gilt als erster bekannter Karton-Modellbaubogen (noch vor den Tafelbeilagen von Hans Döring zur Kriegsbeschreibung von Reinhard Graf zu Solms von 1544/45).
Er war mit bedeutenden Humanisten bekannt wie Willibald Pirckheimer, Albrecht Dürer, Peter Apian, Johannes Schöner, Hieronimus Reinmann und Philipp Melanchthon.
Hartmann entdeckte 1544 die Inklination des Erdmagnetfeldes, was er in einem Brief an den Herzog Albrecht von Preußen darlegte, neben anderen Beobachtungen zum Magnetismus (wie der Induktion von Magnetpolen entgegengesetzter Polung bei Streichen mit einem Magneten). Die Entdeckung der Inklination wurde öffentlich aber kaum bekannt. Erst Robert Norman konstruierte Jahre später die erste Inklinationsbussole. Er maß auch wahrscheinlich als einer der Ersten die magnetische Missweisung (1510, Rom).
Sein Fabrica Horologiorum von 1526/27 beschreibt die Herstellung von Sonnenuhren. Es wurde nie gedruckt, eine Prachthandschrift mit Golddruck auf Pergament befindet sich in der Herzogin-Anna-Amalia-Bibliothek in Weimar.
Er gab auch das Buch zur Optik bzw. zur Perspektive von Johannes Peckham im Druck heraus. Ein Manuskript von Johannes Werner über sphärische Trigonometrie aus seinem Besitz überließ er Georg Joachim Rheticus zum Druck.
Die Georg-Hartmann-Realschule in Forchheim und Straßen in Nürnberg und Eggolsheim sind nach ihm benannt. Eine Tafel an seinem Geburtshaus in Eggolsheim erinnert an ihn.

## Schriften
- Directorium, Nürnberg 1554 (Abhandlung zur Astrologie)
- Herausgeber: Pisani perspectiva communis, Nürnberg 1542.